# Ректор, Джеймс
Джон «Джеймс» Элкорн Ректор (англ. John "James" Alcorn Rector; 22 июня 1884, Хот-Спрингс, Арканзас — 10 марта 1949, Хот-Спрингс, Арканзас) — американский легкоатлет, серебряный призёр летних Олимпийских игр 1908.
На Играх 1908 в Лондоне Ректор участвовал только в беге на 100 м, и занял второе место в финале, повторив олимпийский рекорд в первом раунде и полуфинале.